# Bartolomé José Gallardo
Bartolomé José Gallardo, född 13 augusti 1776, död 14 september 1852, var en spansk lärd och bibliograf.
Gallardo gjorde sig på sin tid känd för sina arga polemiska artiklar, som dock var av stort värde för den spanska bibliografin.